# Mesogonia retrorsa
Mesogonia retrorsa är en insektsart som beskrevs av Young 1977. Mesogonia retrorsa ingår i släktet Mesogonia och familjen dvärgstritar. Inga underarter finns listade i Catalogue of Life.